# Elecciones presidenciales de Colombia de 1857
Las elecciones presidenciales de Nueva Granada de 1857 fueron las primeras tras la promulgación de la Constitución de 1853, que estableció por primera vez en ese país el voto directo de los ciudadanos para la elección de Presidente.

## Desarrollo

### Candidatos
Para 1857 el Partido Conservador presenta como candidato único a su cofundador y máximo jefe, Mariano Ospina Rodríguez.
El Partido Liberal elige como abanderado al exministro Manuel Murillo Toro, fiel representante del sector radical de su partido.
Finalmente, el expresidente conservador Tomás Cipriano de Mosquera decidió postularse apoyado ahora por una base mayoritariamente conformada por el sector moderado del partido liberal, llamado "Partido Nacional". 

### Elecciones
Pese a ser Colombia un país predominantemente rural y con malas vías de comunicación, las elecciones alcanzaron la sorprendente participación del 40% del censo electoral: una cifra no solo elevada para un país de estas características, sino para el mundo en ese momento. 
Como resultaba usual en la época, se presentaron gran cantidad de irregularidades: En Boyacá, donde ganó Ospina Rodríguez, votaron más personas de los habitantes registrado, y en la Provincia de Sabanilla, de mayoría liberal, solo se registraron dos votos a favor de Ospina. Finalmente, los fraudes de ambos partidos terminaron por balancear el voto popular. 

## Resultados
El día 4 de febrero de 1857, por acuerdo de las dos cámaras se reunieron en el Congreso con el objetivo de verificar el escrutinio definitivo de los votos para elegir al presidente de la República. Para tal fin se abrieron todos los pliegos con las actas de escrutinio de los votos dados en las respectivas provincias y estados, lo que dio el siguiente resultado:

### A nivel Nacional
| Imagen | Candidato a presidente     | Partido o movimiento | Votos  |
| ------ | -------------------------- | -------------------- | ------ |
|        | Mariano Ospina Rodríguez   | Conservador          | 97.407 |
|        | Manuel Murillo Toro        | Liberal              | 80.170 |
|        | Tomás Cipriano de Mosquera | Liberal/Conservador  | 33.038 |

Habiendo obtenido el ciudadano Mariano Ospina Rodríguez la mayoría exigida por la ley, el Congreso lo declaró constitucionalmente electo Presidente de la República para el próximo período.